# Ayaş (Erdemli)

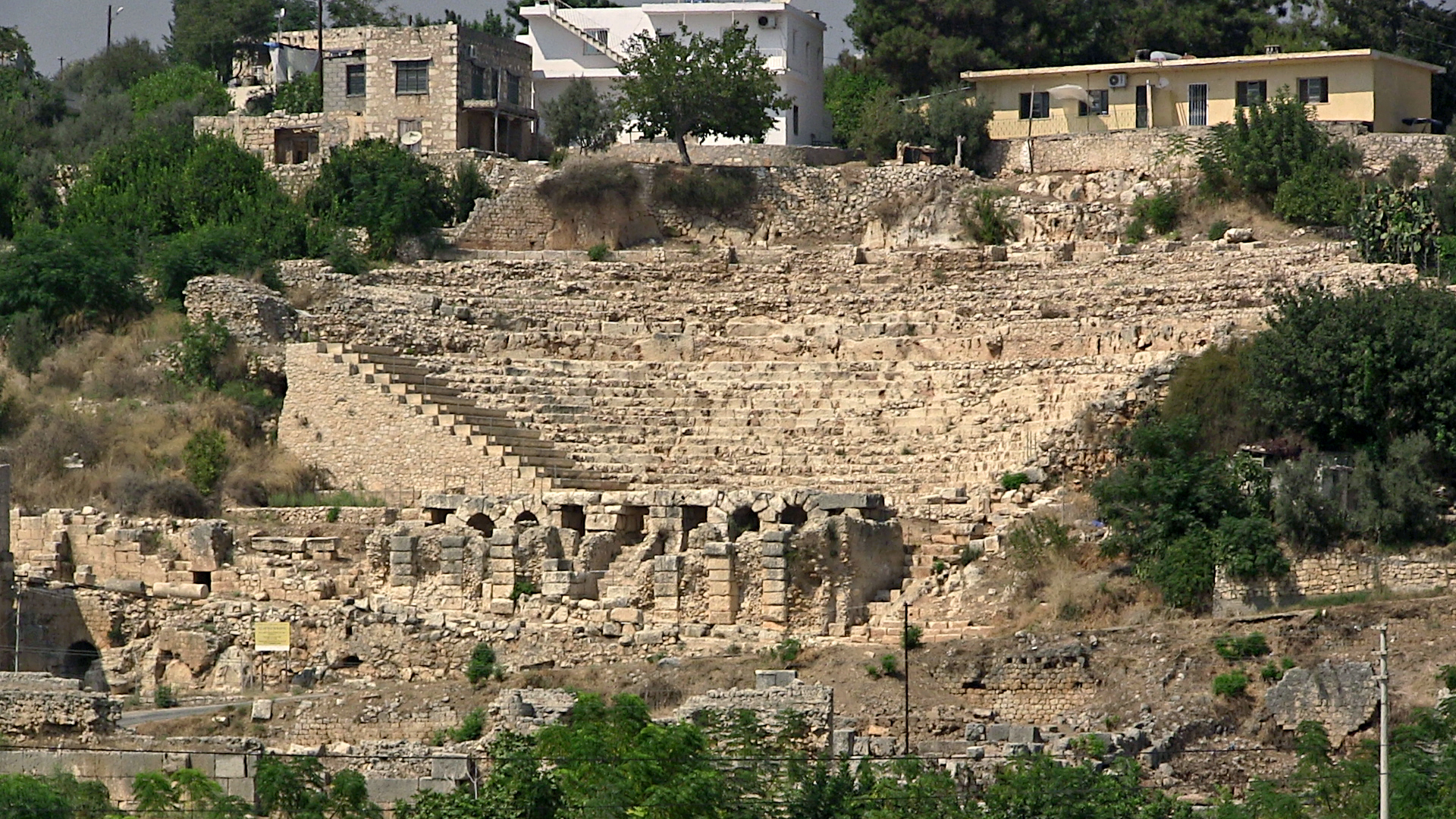
Theater von Elaiussa Sebaste im Zentrum von Ayaş

Ayaş ist eine Gemeinde im Landkreis Erdemli der türkischen Provinz Mersin. Seit einer Gebietsreform 2014 ist der Ort keine Gemeinde mehr, sondern ein Ortsteil der Kreisstadt Erdemli.
Ayaş liegt im Süden des Landkreises am Mittelmeer an der Fernstraße D-400, etwa 20 Kilometer südwestlich der Kreisstadt Erdemli und 55 Kilometer südwestlich der Provinzhauptstadt Mersin. Ayaş besteht aus den Teilen Merdivenlikuyu und Yemişkumu. Haupteinnahmequelle des Ortes ist der Fremdenverkehr.
Etwa zehn Kilometer östlich von Ayaş mündet der Limonlu Çayı (antik Lamos) ins Meer, der im Altertum die Grenze zwischen dem Ebenen (Kilikia Pedias) und dem Rauen Kilikien (Kilikia Tracheia) bildete. Im Zentrum von Ayaş liegen die Ruinen der antiken Stadt Elaiussa Sebaste und etwa sieben Kilometer nordöstlich des Zentrums, in Kumkuyu/Tirtar, das Gelände von Akkale. Im Norden des Ortes, etwa 2,5 Kilometer ins Landesinnere, liegt eine Einsturzdoline mit den Überresten der Stadt Kanytelleis, die zeitweise zu Elaiussa Sebaste gehörte.